# Shenzhen

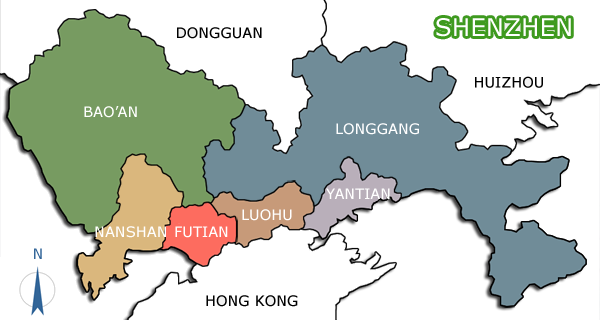
De districten

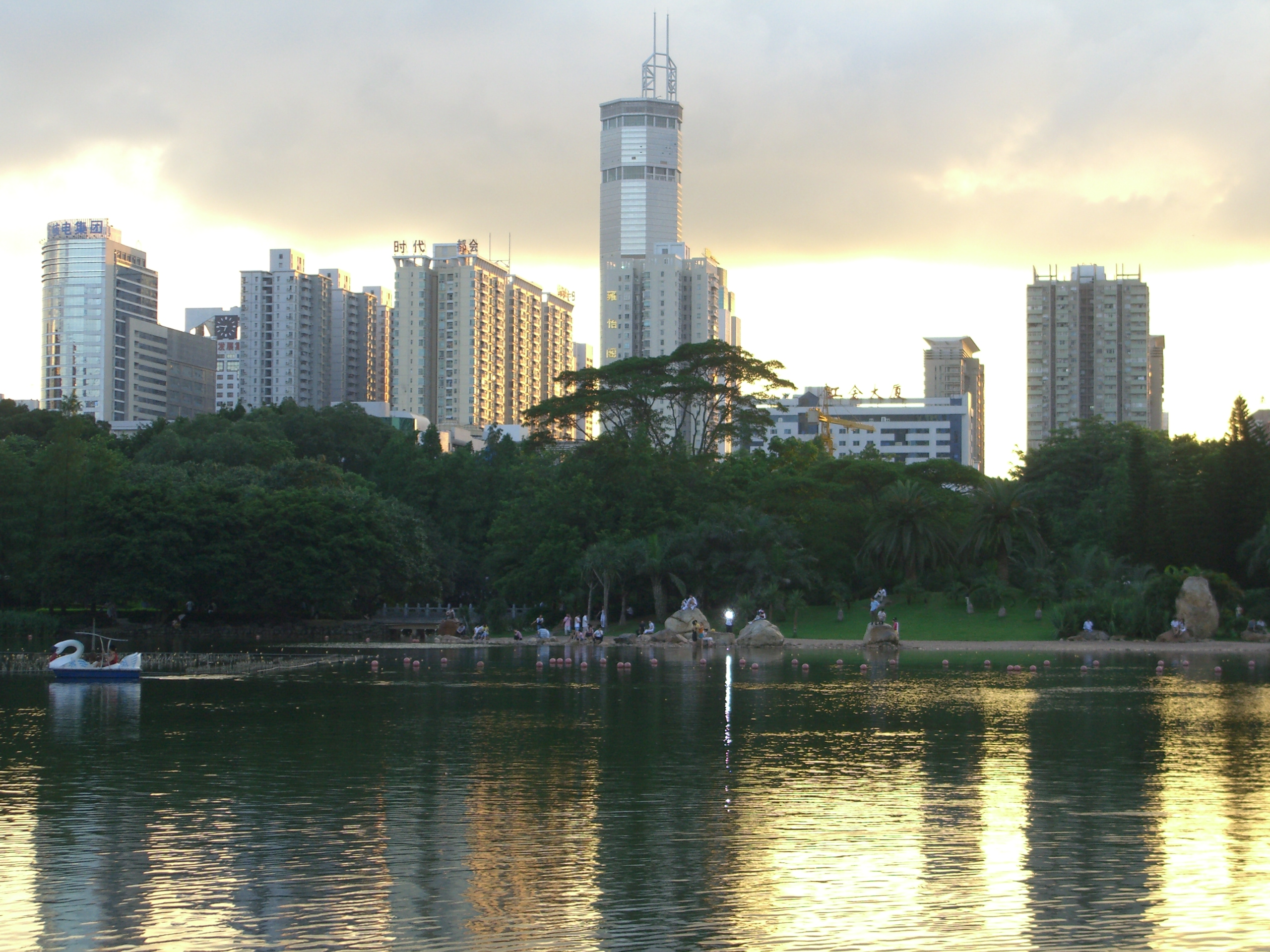
Lychee-park

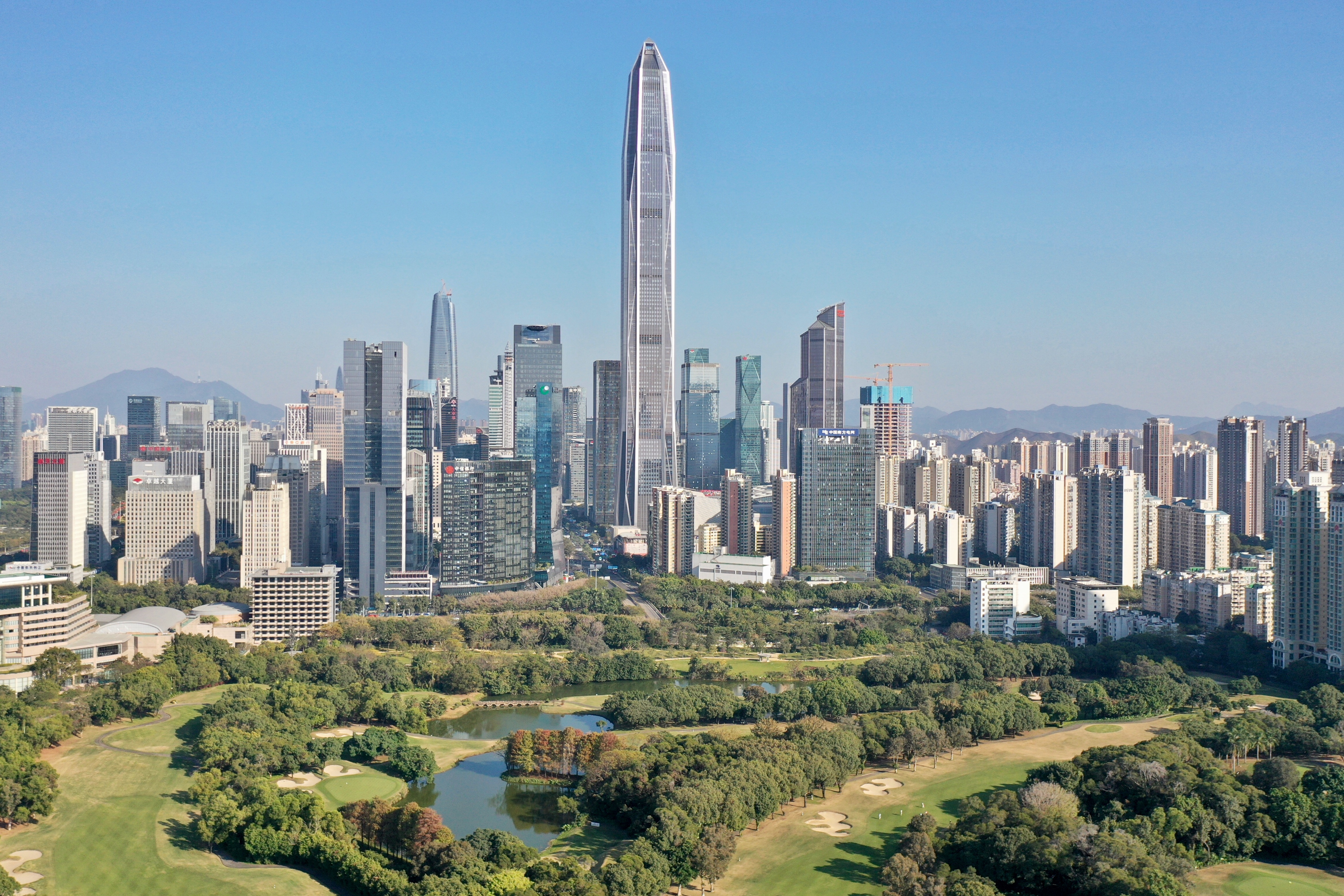
Skyline

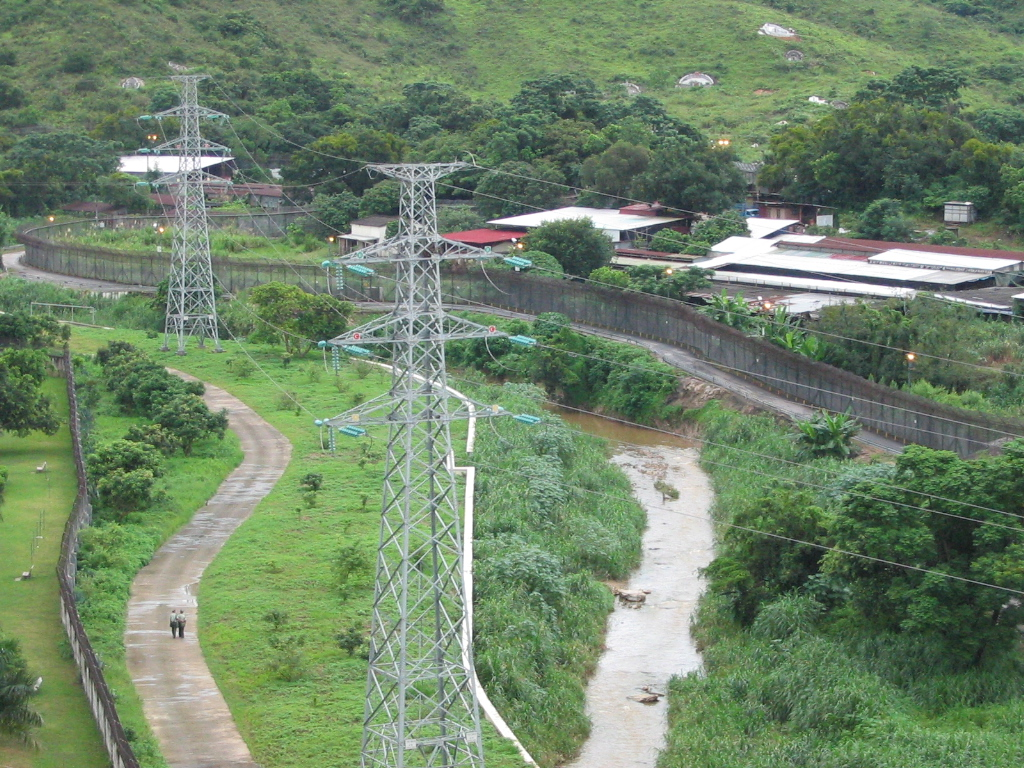
Grens van China en Hongkong

Kingkey 100, tot 2017 het hoogste gebouw in Shenzhen

Shenzhen (Chinees: 深圳; pinyin: Shēnzhèn) is een miljoenenstad en een stadsprefectuur in China, gelegen aan de grens met Hongkong in de provincie Guangdong, in het zuiden van China. 
In 2020 had de stad 17,5 miljoen inwoners, een stijging van maarliefst 7 miljoen (en 68%) t.o.v. 2010. In de jaren 70 had Shenzhen 30.000 inwoners. Het is daarmee een van de snelst groeiende steden van de wereld. De stad is onderdeel van de Parelrivierdelta, de agglomeratie rond Guangzhou, met 72,7 miljoen inwoners de grootste metropool ter wereld.

## Demografie
In de Noordelijke Song-dynastie kwamen de meeste voorouders van de Weitou naar Shenzhen. De voorouders van de Hakka kwamen aan het eind van de Ming en begin van de Qing-dynastie naar Shenzhen. De volkeren leefden vooral van de landbouw en visserij.
Begin 20e eeuw tot in de jaren tachtig van de 20e eeuw emigreerde een groot deel van de bevolking naar Hongkong, New York Chinatown en Nederland. Velen van hen stuurden geld naar hun jiaxiang waardoor er in verschillende dorpen en gehuchten een eigen dokterspost, school, verharde wegen, pailou en/of straatverlichting kwam . Enkele van de grootste emigrantendorpen zijn Dapengcheng en Caiwuwei.
Begin jaren zeventig van de 20e eeuw had Shenzhen 30.000 inwoners. De meerderheid was autochtoon en was van Weitou- of Hakka-afkomst. Er was toen een klein aantal vissersgehuchten van de Hoklo.
Begin jaren tachtig begon de grote immigratie van mensen van andere gebieden (Sichuan, Hunan, Siyi, Chaoshan, Hailufeng) naar Shenzhen. De authentieke dorpscultuur kreeg het hard te verduren.
In Shenzhen wonen in 2025 360.000 mensen die behoren tot de Chinese minderheden.

## Taal
Door immigratie zijn de autochtone talen van Shenzhen minderheidstalen geworden. Voor de jaren tachtig waren Weitouhua, Guanbao-Kantonees, Bao'an-Hakka en Dapenghua de belangrijkste talen van de meerderheid van de bevolking. Tegenwoordig zijn Standaardmandarijn en in mindere mate Standaardkantonees de belangrijkste talen van Shenzhen. Allochtone talen, zoals Siyihua, Chaoshanhua, Haifenghua, Sichuanhua en Xiangyu worden ook gesproken sinds de immigratiegolf naar Shenzhen. De meerderheid van de lokale televisie (Shenzhen Media Group) en radiozenders van Shenzhen gebruiken Standaardmandarijn als voertaal.
Sinds de officiële verandering van het schrift naar Vereenvoudigd Chinees op het Chinese Vasteland, is ook in Shenzhen alleen het vereenvoudigde schrift in gebruik.

## Religie
In de oude dorpscultuur van Shenzhen was het gangbaar om de Chinese volksreligie te beoefenen. Eeuwenoude Chinese tempels en schrijnen zijn daardoor in Shenzhen te vinden. Tijdens de Culturele Revolutie werden vele dorpstempels verwoest door Rode Gardisten. In de jaren tachtig en negentig zijn een deel van die tempels gerestaureerd. Een voorbeeld is de Tianhoutempel van Dapengcheng. Met donaties van emigranten kon de tempel grondig in oude vorm worden teruggebracht.
Doordat Shenzhen aan zee ligt zijn de Chinese zeegodinnen bijzonder populair in de verering. Vrijwel elk gehucht en dorp had of heeft een schrijn van Tianhou, Beidi, Hongsheng of Tangong (譚公).
Naast visserij was landbouw een belangrijk middel van bestaan. Hierdoor staan in bijna ieder gehucht en dorp van Shenzhen schrijnen van Tudigong langs de wegen van akkers en ingangen van nederzettingen.
In 1026 werd de eerste boeddhistische tempel van het gebied gebouwd. Deze lag in het dorp Shajing van Bao'an (宝安区沙井). Maar deze was niet populair en niet lang daarna raakte de tempel vervallen door een tekort aan geldoffers.
Tegenwoordig zijn er door de immigranten ook moskeeën en kerken te vinden in het stadscentrum.

## Geografie en klimaat
Shenzhen wordt door de Shenzhen-Rivier van Hongkong gescheiden.
Shenzhen is een zeer grote agglomeratie. Het is in zes districten onderverdeeld. De centrumdistricten vormen de stad Shenzhen. Daar is het zeer druk bevolkt en er staan veel wolkenkrabbers.
De overige districten zijn zeer plattelands en vormen samen met de centrumdistricten de
agglomeratie Shenzhen.
- centrumdistricten: Luohu 罗湖区, Yantian 盐田区, Futian 福田区 en Nanshan 南山区
- overige districten: Bao'an 宝安区 en Longgang 龙岗区

In 1993 heeft het bestuur van agglomeratie Shenzhen om onbekende redenen de namen van de Shenzhen overige districten verwisseld. Bao'an heette vroeger Longgang en Longgang heette vroeger Bao'an.
Eilanden.
Shenzhen wordt omringd door vele eilanden. De meeste van hen vallen onder het grondgebied van aangrenzende gebieden, zoals de Speciale bestuurlijke regio Hongkong en Huiyang District, Huizhou. Maar er zijn verschillende eilanden onder de jurisdictie van Shenzhen, zoals Nei Lingding Island, Dachan Island (Tai Shan Island), Xiaochan Island, Mazhou, Laishizhou, Zhouzai en Zhouzaitou.
| Maand                  | jan  | feb  | mrt  | apr  | mei  | jun  | jul  | aug  | sep  | okt  | nov  | dec  | Jaar  |
| ---------------------- | ---- | ---- | ---- | ---- | ---- | ---- | ---- | ---- | ---- | ---- | ---- | ---- | ----- |
| Hoogste maximum (°C)   | 29,1 | 28,9 | 32,0 | 34,0 | 35,8 | 36,9 | 38,7 | 37,1 | 36,9 | 35,2 | 33,1 | 29,8 | 38,7  |
| Gemiddeld maximum (°C) | 19,8 | 20,2 | 22,7 | 26,3 | 29,5 | 31,1 | 32,3 | 32,3 | 31,3 | 29,2 | 25,4 | 21,5 | 26,8  |
| Gemiddeld minimum (°C) | 12,5 | 13,8 | 16,5 | 20,3 | 23,6 | 25,6 | 26,3 | 26,1 | 25,0 | 22,5 | 18,2 | 13,8 | 20,4  |
| Laagste minimum (°C)   | 0,9  | 0,2  | 3,4  | 8,7  | 14,8 | 19,0 | 20,0 | 21,1 | 16,9 | 9,3  | 4,9  | 1,7  | 0,2   |
|                        |      |      |      |      |      |      |      |      |      |      |      |      |       |
| Neerslag (mm)          | 26   | 48   | 70   | 154  | 237  | 347  | 320  | 354  | 254  | 63   | 35   | 27   | 1.935 |
| Bron: WeerOpReis.com   |      |      |      |      |      |      |      |      |      |      |      |      |       |

## Historie
Shenzhen werd in 1979 gecreëerd als een Speciale Economische Zone (SEZ) aan de grens met Hongkong. Sindsdien is het plattelandsgebied uitgegroeid tot een belangrijke metropool, die momenteel de rijkste stad van China is en een van de grootste havens ter wereld heeft. Oorspronkelijk was de bedoeling investeringen uit Hongkong te ontvangen, maar vanaf eind jaren zeventig is er al meer dan US$30 miljard geïnvesteerd in Shenzhen.

## Gebouwen
Door de enorme economische groei werden er ook vele hoge gebouwen gebouwd. De piek werd bereikt in de jaren negentig toen er volgens het gezegde "iedere dag een wolkenkrabber werd gebouwd en iedere drie dagen een boulevard".  Shenzhen heeft inmiddels, na het nabijgelegen Hongkong,  de meeste wolkenkrabbers ter wereld. Het hoogste gebouw in Shenzhen is het Ping An Finance Centre, met 600 meter hoogte het tweede hoogste gebouw in China en het vierde wereldwijd in 2017.

## Infrastructuur
Sinds 28 december 2004 is de metro van Shenzhen in bedrijf. Het metrosysteem bestaat momenteel uit 5 lijnen, 137 stations en 178 km aan spoor. De constructie van de metrolijnen werd versneld voor de Zomer Universiade van 2011, waarbij in juni 2011 drie nieuwe lijnen werden geopend. Twee andere lijnen zijn in aanbouw en er zijn nog plannen voor 5 extra lijnen. Voor 2020 zal het metrosysteem van Shenzhen bestaan uit 12 lijnen. Lijn 4 rijdt tot aan de grensovergang met Hongkong, waar er overgestapt kan worden op het netwerk van Hongkong. Ook wordt er momenteel gewerkt aan verbindingen naar Guangzhou en Xiamen via hogesnelheidstreinen.
De haven van Shenzhen is de derde in grootte van de wereld. De gunstige ligging aan de monding van de Parelrivier en het schiereiland Kowloon hebben ervoor gezorgd dat de kustlijn van Shenzhen lang is en verdeeld in verschillende delen. Diepzee schepen kunnen in beschutte plaatsen worden gelost in de haven.
Shenzhen Bao'an International Airport is de luchthaven van Shenzhen en een van de vijf grote luchthavens in de Parelrivier delta. Bao'an wordt voornamelijk gebruikt door mensen uit Shenzhen en Hongkong voor bestemmingen op het vasteland van China, de internationale luchthaven van Hongkong, Hong Kong International Airport, wordt voornamelijk voor internationale vluchten gebruikt. Dit in verband met lagere kosten van vliegtickets.

## Grensposten
In Shenzhen zijn zes grensposten, die het verkeer van en naar Hongkong controleren. Kou'an 口岸 wordt in het Nederlands eigenlijk vertaald als "haven". Maar het zijn grensposten en geen havens.
Grensposten Shenzhen:
- grenspost Luohu 罗湖口岸
- grenspost Shatoujiao 沙头角口岸
- grenspost Wenjindu 文锦渡口岸
- grenspost huanggang 皇崗口岸
- grenspost Shenzhenwan 深圳湾口岸
- grenspost Futian 福田口岸
- grenspost shekou port 蛇口码头口岸

## Bezienswaardigheden
- Dapengcheng
- Hongfatempel
- Xin'angucheng
- China Folk Culture Village
- Dongmen
- Longgang museum of Hakka culture
- Tai Pang Wan
- Overseas Chinese Town (Splendid China, Chinese Folk Culture Village, Window of the World, Happy Valley)
- Minsk World
- Chung Ying Street
- Shenzhen Cultural Center
- Graf van Song Bing, de laatste keizer van de Song-dynastie
- Lianhua Shan (Shenzhen) met bronzen beeld van Deng Xiaoping
- bord van Deng Xiaoping
- Shenzhen Museum
- Dameisha Promenade
- Xiaomeisha Beach Resort in Yantian district
- Xianhu Lake Botanical Garden
- Shenzhen Science & Technology Museum

## Parken
- Lianhuashan Park
- Lizhi Park
- Zhongshan Park
- Wutongshan Park

## Economie

### Winkelen
- Citic City Plaza[4]

## Stedenbanden
- Brisbane (Australië), sinds juni 1992
- Gwangyang (Zuid-Korea), sinds oktober 2004
- Houston (Verenigde Staten), sinds maart 1986
- Johor (Maleisië), sinds juli 2006
- Kingston (Jamaica), sinds maart 1995
- Lomé (Togo), sinds juni 1996
- Neurenberg (Duitsland), sinds mei 1997
- Poznań (Polen), sinds juli 1993
- Timișoara (Roemenië), sinds februari 2007
- Tsukuba (Japan), sinds juni 2004
- Almere (Nederland), sinds juni 2013